# Aiello del Friuli
Aiello del Friuli (Dael in friulano) è un comune italiano di 2 090 abitanti  in Friuli-Venezia Giulia.

## Geografia fisica
Situato nella bassa pianura friulana, dista circa 30 km da Udine, 29 km da Gorizia e circa 57 km da Trieste. Il territorio è pianeggiante, con un'altitudine che varia da 10 ai 23 m s.l.m., con un valore medio di 17-18 metri nel centro di Aiello.
Accanto al capoluogo di Aiello è presente un'unica frazione, Joannis (Uànis) che, fino al 1927, costituiva comune autonomo, oltre alle località di Novacco (Nauac) e Uttano (Utàn).
È facilmente raggiungibile dall'autostrada A4 Venezia-Trieste (che passa per il territorio comunale) per mezzo dell'uscita di Palmanova, distante circa 7 km. A 7 km si trova anche l'altro centro maggiore della zona, Cervignano del Friuli, con la stazione ferroviaria sulla linea ferroviaria Venezia-Trieste.

## Storia
Sito in una zona abitata già in tempi protostorici (testimoniati dal Castelliere dell'età del bronzo di località Novacco), il paese deriva probabilmente il proprio nome dalla parola latina agellum che significa poderetto, piccolo campo, o secondo altre opinioni, da sacellum, ossia piccolo luogo sacro. Ciò testimonia una origine romana, risalente probabilmente ai decenni successivi alla fondazione di Aquileia (181 a.C.), anche se le prime notizie accertate sul paese risalgono al 13 dicembre 1202.
Dopo aver fatto parte della Repubblica di Venezia (1420-1516), dal 1516 al 1918 il paese fece parte, assieme ai comuni del mandamento di Cervignano del Friuli dell'Impero Asburgico come parte della Contea Principesca di Gorizia e Gradisca, a ricordo di quel periodo si possono ancora ammirare le imponenti ville nobiliari di quelli che furono in epoca imperiale i proprietari terrieri dei territori di Aiello e nelle vie centrali le piccole casette adibite alla servitù della gleba.
Con la fine della prima guerra mondiale il paese passò definitivamente all'Italia, insieme alle terre irredente di Trento e Trieste.
La cittadina viene ricordata da Emilio Lussu nel primo capitolo del suo Un anno sull'Altipiano. La brigata di cui faceva parte Lussu viene mandata a riposo in questo paese che viene definito "piccola cittadina, non lontana dalle vecchie frontiere".
Un piccolo ricordo di questo passato è dato dal fatto che Aiello assieme tutti i paesi della zona circostante fa parte dell'arcidiocesi di Gorizia anziché di quella di Udine; anche per questo motivo sono state lanciate in passato proposte di trasferire i comuni di questa zona alla Provincia di Gorizia, così da ripristinare i legami storici con tali zone, come fino al 1923, anno nel quale il Comune di Aiello passò alla provincia di Udine. È importante ricordare come il comune di Aiello del Friuli comprenda attualmente, dopo la fusione avvenuta nella seconda metà degli anni '20, anche la frazione di Joannis, un abitato di circa 650 abitanti che fino ad allora risultava comune a sé.

### Simboli
Lo stemma e il gonfalone del Comune di Aiello del Friuli sono stati concessi con regio decreto del 6 maggio 1940.
I quarti d'oro e d'azzurro rappresentano le pertinenze dell'antico gastaldato patriarcale di Aiello che aveva giurisdizione sulle quattro ville di Tapogliano, Crauglio, San Vito al Torre e Joannis. Lo scudetto rosso ricorda il sigillo in ceralacca dei gastaldi di Aiello che recava l'aquila romana circondata dall'iscrizione "Castaldio Agelli". Il fascio di spighe che l'aquila stringe tra gli artigli fa riferimento all'etimologia del toponimo: agellus, "piccolo campo", attraverso il principale prodotto della terra, il grano.
Il gonfalone è un drappo di azzurro.

## Monumenti e luoghi d'interesse

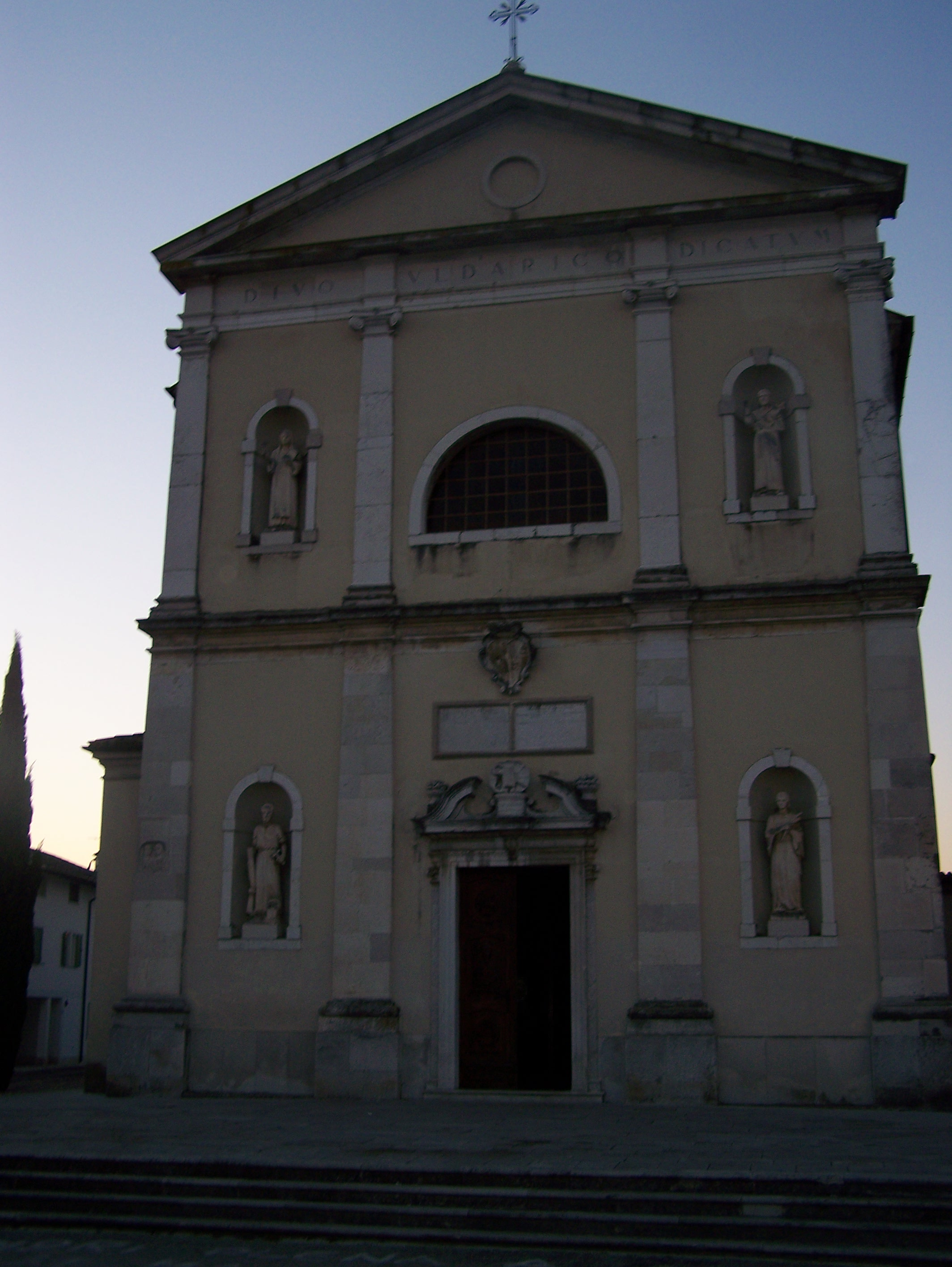
La chiesa parrocchiale

- Villa de Fin-Teuffenbach: villa padronale settecentesca recentemente ristrutturata integralmente.
- Villa Attems-Peteani: villa settecentesca decorata al centro dell'edificio da quattro lesene che partono dal primo piano e inquadrano un balcone e quattro finestre con bellissimi ferri battuti. Nella parte alta sono dipinti gli stemmi della famiglia Attems-Petteani.
- Villa Parisi: villa settecentesca
- Villa Michieli: villa ottocentesca
- Villa Perinello-de Galateo
- Palazzo Strassoldo-Frangipane: posto al centro dell'abitato di Joannis;
- Chiesa parrocchiale di Sant'Ulderico: in funzione dal 1691, e presenta una facciata decorata da lesene e da quattro nicchie che contengono altrettante statue; all'interno troviamo la scenografica cupola, affrescata nel 1900 dal goriziano Clemente Delneri.
- Chiesa di Sant'Agnese, posta nella frazione di Ioannis e costruita tra il 1742 e il 1749.
- Complesso conventuale di San Domenico, formata dalla chiesa, iniziata nel 1716, dal campanile e dal corpo del convento, oggi adibito a uso abitativo.
- Numerose cappelle e ancone votive situate all'interno e all'esterno (nei campi) dell'abitato. Tra queste di particolare pregio storico e artistico sono la cappella della Madonna di Colloredo, la cappella dal Crist e la cappella di San Nicolò (parte della pieve originaria di Aiello situata ora al centro del parco della Rimembranza dei caduti di tutte le guerre).
- Mulini di Aiello: costruzioni architettoniche di pregevole interesse culturale che si trovano in aperta campagna, generalmente non in buone condizioni di conservazione, alcune delle quali prendono il nome dagli antichi proprietari (Tininin, Sardon, Miceu). Il mulino meglio conservato è quello di Novacco, situato nell'omonima località di Aiello, attestato in documenti di oltre 1000 anni fa.
- Castello di Lontana: edificio di origine tardo medievale
- L'antica centa, complesso fortificato bassomedievale (XV secolo), costituito dalla Casa del Curato, dalla Canipa (magazzino per derrate alimentari) e dal Cimitero (nel quale si possono riconoscere i resti dell'antica chiesa di S.Agnese e le tombe dei conti Strassoldo). Scavi eseguiti nei primi anni 2000 hanno anche portato alla luce una trentina di sepolture di una precedente necropoli altomedievale (XI secolo circa) riconducibili, si pensa, alla cultura di Kotlach.
- Museo della civiltà contadina del Friuli Imperiale: raccoglie molti strumenti agricoli e arredamenti del Friuli sotto il dominio asburgico.
- Statua di San Giovanni Nepomuceno, in piazza Roma, protettore dalle inondazioni

Negli ultimi tempi il paese è anche diventato noto come il paese delle meridiane, per le numerose meridiane che sono state installate da un gruppo di appassionati sulle pareti di case ed edifici pubblici.

## Società

### Evoluzione demografica
Abitanti censiti

### Lingue e dialetti
Ad Aiello del Friuli, accanto alla lingua italiana, la popolazione utilizza la lingua friulana. Ai sensi della deliberazione n. 2680 del 3 agosto 2001 della Giunta della Regione autonoma Friuli-Venezia Giulia, il Comune è inserito nell'ambito territoriale di tutela della lingua friulana ai fini della applicazione della legge 482/99, della legge regionale 15/96 e della legge regionale 29/2007.
La lingua friulana che si parla ad Aiello del Friuli rientra fra le varianti appartenenti al friulano goriziano.

## Economia ed industria
Dal maggio 2008 Aiello del Friuli è diventata meta di importanti flussi commerciali a seguito dell'apertura di un villaggio outlet, il Palmanova Outlet Village.

## Cultura
Aiello del Friuli è spesso indicato, a livello dell'intera Regione Friuli-Venezia Giulia, come uno dei centri culturalmente più vivaci e poliedrici, soprattutto per la qualità, oltre che della quantità, di iniziative culturali che si tengono sul suo territorio.

### Musei
Sul territorio del Comune di Aiello del Friuli è situato anche l'importante Museo della civiltà contadina del Friuli imperiale, di proprietà della Famiglia Formentini. Il museo conserva vestigia della vita agricola, e non solo, del mondo rurale della bassa pianura orientale, raccolte e catalogate negli anni fino a superare i 20.000 pezzi.

### Eventi
Il patrono di Aiello è Sant'Ulderico (San Durì) che si festeggia il 4 luglio.
Il patrono di Joannis invece è Sant'Agnese, che si festeggia la domenica successiva al 21 gennaio.
La festa più importante del paese di Aiello è la Fiera di San Carlo, che si tiene da più di 200 anni nella prima domenica successiva al 4 novembre, mentre la principale festa di Joannis è quella di Sant'Agnese, legata alla sua patrona.
Ad Aiello nell'ultima domenica di maggio dal 2001 si è sviluppata la Festa delle Meridiane, in cui vengono presentate le nuove meridiane del paese. Altre tipiche ricorrenze del comune sono la Festa di San Domenico nel borgo dei Frati ad agosto e la Festa di Primavera, organizzata dalla locale sezione dei Donatori di Sangue nella prima domenica di maggio presso la località di Novacco.

## Economia
In passato paese agricolo, ora il settore primario è passato in secondo piano mentre c'è stato un discreto sviluppo industriale legato in prevalenza al settore della sedia e ancora in corso; sono presenti due zone industriali-artigianali, situate tra la frazione di Joannis e il comune di Visco e ottimamente collegate all'autostrada A4.

## Amministrazione

### Dal 1945 a oggi
Elezione indiretta del sindaco (1945-1993)
|                   | Nome              | Inizio mandato | Fine mandato | Carica      | Partito              |
| ----------------- | ----------------- | -------------- | ------------ | ----------- | -------------------- |
|                   | Vittorio Semolich | 1945           | 1945         | Comm. pref. | nessuno              |
|                   | Augusto Ranut     | 1946           | 1952         | Sindaco     | Democrazia Cristiana |
| Silvio Tiberio    | 1952              | 1955           | Sindaco      |             | Democrazia Cristiana |
| Angelo Bertoni    | 1955              | 1956           | Sindaco      |             | Democrazia Cristiana |
| Egidio Grion      | 1956              | 1959           | Sindaco      |             | Democrazia Cristiana |
| Aldo Merluzzi     | 1959              | 1964           | Sindaco      |             | Democrazia Cristiana |
| Sergio Pontel     | 1964              | 1975           | Sindaco      |             | Democrazia Cristiana |
| Marinella Andrian | 1975              | 1975           | Sindaco      |             | Democrazia Cristiana |
| Renato Nuovo      | 1975              | 1988           | Sindaco      |             | Democrazia Cristiana |
| Enio Decorte      | 1988              | 1993           | Sindaco      |             | Democrazia Cristiana |

Elezione diretta del sindaco e del consiglio comunale (1993-oggi)
|  | Nome             | Inizio mandato | Fine mandato   | Carica  | Coalizione     |
|  | ---------------- | -------------- | -------------- | ------- | -------------- |
|  | Enio Decorte     | 1993           | 27 maggio 2001 | Sindaco | Centrodestra   |
|  | Renato Nuovo     | 27 maggio 2001 | 16 maggio 2011 | Sindaco | Centrosinistra |
|  | Roberto Festa    | 16 maggio 2011 | 6 giugno 2016  | Sindaco | Centrodestra   |
|  | Andrea Bellavite | 6 giugno 2016  | 4 ottobre 2021 | Sindaco | Centrosinistra |
|  | Roberto Festa    | 4 ottobre 2021 | in carica      | Sindaco | Centrodestra   |

## Sport
La società sportiva più importante del paese è la Società Polisportiva Aiello (S.P.A), fondata nel 1918 e che il 17 maggio 2009 ha ottenuto la promozione in seconda categoria dopo 10 anni; all'inizio degli anni novanta raggiunse il campionato regionale di Promozione. Da ricordare un grande giocatore come Bruno Macuglia che ha giocato in svariate squadre come il Trivignano, il Bassano, il Mogliano Veneto, prima di diventare la bandiera della squadra locale.
Altra società storica è quella dell'Aiello Basket, che non dispone di una squadra maggiore, ma ha avuto ottimi risultati.
Di recente creazione è la squadra di pallavolo femminile, l'Aiello Volley, che milita con buoni risultati nelle categorie regionali.
Ad Aiello è anche presente una bocciofila, la Società Bocciofila di Aiello, che organizza numerosi tornei e gare.
Non va dimenticato il calcetto a 5 femminile, con le New Team of 7 Fighters, campionesse regionali nella stagione 2008-2009.
Da diversi anni dalla città parte e arriva il Giro del Friuli Femminile, nel 2009 è stato dedicato alla categoria Donne Élite, che ha visto nella medesima edizione vincere Tatiana Guderzo, confermatasi un mese dopo Campionessa Mondiale su Strada. Il Giro è organizzato dal locale Moser Club Aiello, che raccoglie i numerosi appassionati di questo sport del paese.
Aiello è anche conosciuto per essere il paese in cui, il 26 settembre 1927, nacque Enzo Bearzot calciatore e famoso allenatore di calcio della nazionale italiana.

### Impianti sportivi
Nel comune si trovano diversi impianti sportivi: il campo sportivo "Arbeno Vrech" e la palestra comunale sono ad Aiello, mentre una zona sportiva non ancora completamente terminata, che include un campo da calcio, due campi da tennis e un campo di basket è situata a Joannis.